# NGC 1885
NGC 1885 é um aglomerado globular na direção da constelação de Dorado. O objeto foi descoberto pelo astrônomo John Herschel em 1835, usando um telescópio refletor com abertura de 18,6 polegadas. Devido a sua moderada magnitude aparente (+12), é visível apenas com telescópios amadores ou com equipamentos superiores. 